# Huey Lewis
Huey Lewis (geboren als Hugh Anthony Cregg III; New York, 5 juli 1950) is een Amerikaanse muzikant, songwriter en acteur.
Lewis zingt en speelt mondharmonica voor zijn band, Huey Lewis and the News en schrijft de meeste liedjes van de band. De band is misschien het bekendst van hun derde album, Sports en hun bijdrage aan de soundtrack van de film Back to the Future uit 1985. Hierin heeft hij een klein rolletje als leerkracht, tevens ook de man die de band van Marty afkeurt in dezelfde film.
Lewis speelde eerder (van 1972 tot 1979) met de band Clover. Verder deden ze mee aan de single We Are the World uit 1985.
- Bibsys: 99061520
- Bibliothèque nationale de France: cb138966227 (data)
- Gemeinsame Normdatei: 123624231
- International Standard Name Identifier: 0000 0001 2027 2837
- Library of Congress Control Number: n86108049
- MusicBrainz: b0b6393a-a5fb-4246-921e-33e0c20371cf
- Nationale Bibliotheek van Tsjechië: xx0134458
- Nationale Bibliotheek van Israël: 987011288679005171
- Nederlandse Thesaurus van Auteursnamen: 072857579
- Virtual International Authority File: 64192459
- WorldCat: E39PBJbxCcwgYdqbv4brJTppT3